# تعاون الشرطة الدولي
تعاون الشرطة الدولي. ظهرت للتعامل مع كثرة الجريمة المنظمة العالمية، على الرغم من أن بعض الأنواع كانت موجودة في القرن التاسع عشر. التعاون بين قوات الشرطة من مختلف البلدان تمر كثيرا خلال الشبكات الرسمية (إنتربول، يوروبول، فرنكوبول، توزيع بنك المعلومات، المساعدة القانونية المتبادلة، تبادل المعلومات، الخ.) وغير الرسمية، وهذا يتوقف على نوعية منه.

## المساعدة القانونية الدولية
المساعدة القانونية الدولية هي التعاون بين قوات الشرطة من مختلف البلدان في ايطار التحقيق خارج حدود الدولة. وعادة ما يتم ذلك من خلال صياغة طلب رسمي من قبل قاض من البلدان مقدم الطلب من خلال شبكة دبلوماسية رسمية للحصول على أدلة في التحقيق خارج الحدود الوطنية. المساعدة القانونية الدولية تحت مبدأ المجاملة الدولية والقضائية، ويمر عبر أربع آليات رئيسية.

## التعاون بين أجهزة الشرطة
التعاون بين أجهزة الشرطة من خلال الشبكات الرسمية. يمكن أن يتضمن نوعين. يمكن أن يكون علاقات ثنائية بين جهازين الشرطة أصبح ممكنا عبر وجود ضباط اتصال. التعاون بين أجهزة الشرطة يمكن أيضا أن يمر عبر بعض المنظمات الدولية (الانتربول، يوروبول).

## الإنابة القضائية
الإنابة القضائية تتوافق مع طلب المحكمة من بلد للمساعدات الرسمية لمحكمة دولة أخرى. هذا عادة ما ينطوي على تنقلات محققي البلد الذي قدم الطلب في البلدان المضيفة، بدعم من الشرطة المحلية.

## المساعدة القانونية في المسائل الجنائية
يتم تنفيذ المساعدة القانونية في المسائل الجنائية من خلال معاهدة بشأن المساعدة القانونية المتبادلة بين البلدين. هذا الاتفاق يعطي للمحاكم سلطة للحصول على أدلة نيابة عن البلد الآخر. هذا النوع من المعاهدة يعين هيئة مركزية مسؤولة عن تنسيق وتجهيز الطلبات، وهو ما يعزز التعاون بين المحاكم.

## تحقيق دولي
تجرى من قبل عدد من رجال الشرطة من بلدان مختلفة وتحمل على نفس مصدر الجريمة. هذا النوع من التحقيق موجودا خاصة في حالات الجريمة العابرة للحدود، حيث المعاهدات تعزز التعاون بين أجهزة الشرطة في مكانها الصحيح.

## تبادل المعلومات
تبادل المعلومات بين الشرطة يمكن أن تمر من خلال شبكات رسمية أو غير رسمية. وفيما يتعلق بالشبكات غير الرسمية، التبادلات بين الشرطة وأفراد من المخابرات على المستوى الوطني أو الدولي. في الحالة الأولى نقل المعلومات عن طريق الإنتربول أو قواعد البيانات الإلكترونية. هذا النوع من الشبكات هو أهمية خاصة نظرا لفعاليته، نظرا لعدم تباطؤ من قبل إضفاء الطابع المؤسسي والبيروقراطية للشبكات الرسمية..

## عمليات حفظ السلام الدولية

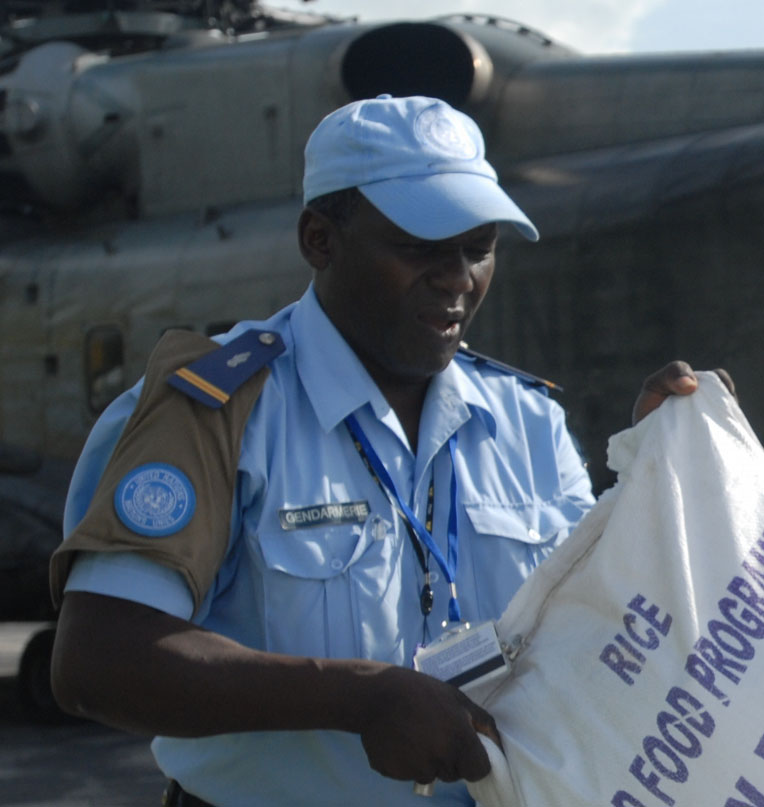

عمليات حفظ السلام هي شكل آخر من أشكال تعاون الشرطة الدولية. منذ بداية اعوام 1990 ، افراد شرطة من عدة بلدان يشاركون في هذا النوع من البعثات التي تقودها الأمم المتحدة. هذه العمليات الدولية هي بعد شرطة (شرطة الأمم المتحدة) لاستعادة السلام والحفاظ على الاستقرار وإعادة بناء مؤسسات الدولة من أجل توطيد السلام. يتم دمج هؤلاء الضباط في بعثات السلام وكيلا للسلام والمستشار الفني في إعادة بناء الشرطة، وأكثر من ذلك على نطاق واسع في إصلاح القطاعات الأمنية.

## التعاون التقني
التعاون التقني بين الشرطة يشجع على تبادل أفضل ممارسات الشرطة على المستوى الوطني أو الدولي. هذا من بين أمور أخرى أصبحت ممكنة بفضل وجود ضباط اتصال من الدول أو خدمات الشرطة. على الرغم من أن أولئك الذين يشعرون بالقلق في المقام الأول التعاون القضائي مع، كما أنها تلعب دورا هاما في مجال التعاون التقني.
| Pays       | Organisation                    | Nombre d’attachés de liaison | Nombre de bureaux |
| ---------- | ------------------------------- | ---------------------------- | ----------------- |
| كندا       | Gendarmerie royale du Canada    | 36                           | 26                |
| États-Unis | مكتب التحقيقات الفيدرالي        | 165                          | 75                |
| États-Unis | Drug Enforcement Administration | -                            | 87                |
| فرنسا      | SCTIP                           | 243                          | 100               |
| Australie  | Australian Federal Police       | 83                           | 27                |

في تدريب الشرطة، فرنسا وضعت في مكان الخدمة الدولية للشرطة للتعاون التقني (SCTIP). وهذا الأخير هو المسؤول عن تدريب ضباط الشرطة الأجانب في أكاديميات الشرطة الفرنسية وإرسال خبراء في الخارج.
في نفس السياق، مكتب التحقيقات الفدرالي يوفر التدريب لمدة 10 أسابيع ضباط الشرطة الخارجية، الذي تم اختياره من النخبة من قوات الشرطة الخاصة بها. يتم تقديم هذا التدريب في أكاديمية الشرطة في كوانتيكو.
العديد من المنظمات متعددة الأطراف أيضا تعزز التعاون التقني، كما الفرنكوبول والرابطة الدولية لرؤساء الشرطة (IACP).